# Stazione di Loderio
La stazione di Loderio è stata una fermata ferroviaria della ferrovia Biasca-Acquarossa, chiusa il 29 settembre 1973. Era a servizio del Comune di Loderio.

## Strutture e impianti
Era costituita da un piccolo fabbricato viaggiatori in legno e un binario per la circolazione dei treni. Ad oggi rimangono poche tracce, il binario è stato smantellato e la stazione è stata demolita, al suo posto è stato messo una fermata dei bus.